# Heteroconger hassi
Heteroconger hassi – gatunek morskiej ryby węgorzokształtnej z rodziny kongerowatych (Congridae).

## Występowanie i środowisko
Żyje w północno-wschodniej części Oceanu Indyjskiego oraz w zachodniej części Oceanu Spokojnego. Ryby te zamieszkują rafy koralowe oraz piaszczyste dna na głębokości 7–45 metrów. W piasku budują specjalne norki, w których mieszkają przez całe życie. Norki te są dłuższe od osobników je zamieszkujących, co daje im schronienie. Budowanie tych tuneli zabiera zwierzętom dużo czasu.

## Opis
Heteroconger hassi ma rurkowate ciało o średnicy do 14 mm. Długość ciała wynosi około 40 cm. Są one pokryte ciemnymi plamkami, które znacznie się wyróżniają na jasnym tle.

## Pokarm
Żywią się planktonem. W ciągu dnia ryba wysuwa ze schronienia dwie trzecie ciała i kieruje głowę w stronę napływającego z wodą pokarmu. 

## W Polsce
Nie występuje w warunkach naturalnych; posiada go w swojej ekspozycji Akwarium Gdyńskie, ZOO wrocławskie i ZOO śląskie.